# Лейк-Джаналаска (Північна Кароліна)
Лейк-Джаналаска (англ. Lake Junaluska) — переписна місцевість (CDP) в США, в окрузі Гейвуд штату Північна Кароліна. Населення — 3219 осіб (2020).

## Географія
Лейк-Джаналаска розташований за координатами 35°31′49″ пн. ш. 82°58′22″ зх. д. / 35.53028° пн. ш. 82.97278° зх. д. (35.530206, -82.972773).  За даними Бюро перепису населення США в 2010 році переписна місцевість мала площу 14,63 км², з яких 13,82 км² — суходіл та 0,81 км² — водойми.

### Клімат
| Клімат : Лейк-Джаналаска          | Клімат : Лейк-Джаналаска | Клімат : Лейк-Джаналаска | Клімат : Лейк-Джаналаска | Клімат : Лейк-Джаналаска | Клімат : Лейк-Джаналаска | Клімат : Лейк-Джаналаска | Клімат : Лейк-Джаналаска | Клімат : Лейк-Джаналаска | Клімат : Лейк-Джаналаска | Клімат : Лейк-Джаналаска | Клімат : Лейк-Джаналаска | Клімат : Лейк-Джаналаска | Клімат : Лейк-Джаналаска |
| Показник                          | Січ.                     | Лют.                     | Бер.                     | Квіт.                    | Трав.                    | Черв.                    | Лип.                     | Серп.                    | Вер.                     | Жовт.                    | Лист.                    | Груд.                    | Рік                      |
| Абсолютний максимум, °C           | 25,6                     | 26,1                     | 31,7                     | 31,7                     | 33,3                     | 36,7                     | 36,7                     | 35,6                     | 33,3                     | 32,2                     | 28,3                     | 25,6                     | 36,7                     |
| Середній максимум, °C             | 9,4                      | 11,3                     | 15,3                     | 19,8                     | 23,8                     | 27,2                     | 28,6                     | 28,2                     | 25,0                     | 20,6                     | 15,6                     | 10,6                     | 19,6                     |
| Середній мінімум, °C              | −4,8                     | −3,3                     | 0,0                      | 3,8                      | 8,4                      | 12,9                     | 15,1                     | 14,8                     | 10,9                     | 4,7                      | −0,2                     | −3,6                     | 4,9                      |
| Абсолютний мінімум, °C            | −30                      | −26,7                    | −22,2                    | −9,4                     | −4,4                     | −0,6                     | 4,4                      | 3,3                      | −2,8                     | −11,1                    | −17,8                    | −22,2                    | −30                      |
| Норма опадів, мм                  | 110                      | 114                      | 112                      | 96                       | 109                      | 103                      | 94                       | 107                      | 100                      | 67                       | 95                       | 103                      | 1209                     |
| Днів з опадами                    | 10,7                     | 10,7                     | 11,7                     | 11,5                     | 12,6                     | 13,0                     | 14,1                     | 12,6                     | 10,1                     | 8,4                      | 10,1                     | 11,0                     | 136,5                    |
| Днів зі снігом                    | 2,1                      | 2,1                      | 1,2                      | 0,3                      | 0                        | 0                        | 0                        | 0                        | 0                        | 0                        | 0,4                      | 1,4                      | 7,6                      |
| --------------------------------- | ------------------------ | ------------------------ | ------------------------ | ------------------------ | ------------------------ | ------------------------ | ------------------------ | ------------------------ | ------------------------ | ------------------------ | ------------------------ | ------------------------ | ------------------------ |
| Джерело: NOAA (normals 1981−2010) |                          |                          |                          |                          |                          |                          |                          |                          |                          |                          |                          |                          |                          |

## Демографія
Згідно з переписом 2010 року, у переписній місцевості мешкали 2734 особи в 1286 домогосподарствах у складі 837 родин. Густота населення становила 187 осіб/км².  Було 1979 помешкань (135/км²).
Расовий склад населення:
| - 97,8 % — білих - 0,5 % — корінних американців - 0,3 % — чорних або афроамериканців - 0,3 % — азіатів |

До двох чи більше рас належало 0,5 %. Частка іспаномовних становила 1,7 % від усіх жителів.
За віковим діапазоном населення розподілялося таким чином: 15,9 % — особи молодші 18 років, 52,8 % — особи у віці 18—64 років, 31,3 % — особи у віці 65 років та старші. Медіана віку мешканця становила 52,9 року. На 100 осіб жіночої статі у переписній місцевості припадало 87,8 чоловіків;  на 100 жінок у віці від 18 років та старших — 84,4 чоловіків також старших 18 років.
Середній дохід на одне домашнє господарство  становив 76 844 долари США (медіана — 62 054), а середній дохід на одну сім'ю — 106 928 доларів (медіана — 93 611). Медіана доходів становила 44 745 доларів для чоловіків та 43 235 доларів для жінок. За межею бідності перебувало 8,6 % осіб, у тому числі 12,8 % дітей у віці до 18 років та 1,4 % осіб у віці 65 років та старших.
Цивільне працевлаштоване населення становило 1248 осіб. Основні галузі зайнятості: освіта, охорона здоров'я та соціальна допомога — 18,8 %, роздрібна торгівля — 14,3 %, мистецтво, розваги та відпочинок — 14,3 %.